# STS-128
STS-128 (Полет ISS-17A) e сто двадесет и осмата мисия на НАСА по програмата Спейс шатъл, тридесет и седми полет на совалката Дискавъри и тридесети полет на совалка към Международната космическа станция (МКС). Това е деветият полет на Многофункционалния товарен модул (МТМ) и шести полет на модула „Леонардо“.

## Екипаж
| Пост                    | Астронавт |
| ----------------------- | --- |
| Командир                | Фредерик Стъркоу четвърти космически полет                                                                                             |
| Пилот                   | Кевин Форд първи космически полет |
| Специалист на мисията 1 | Патрик Форестър трети космически полет                                                                                                 |
| Специалист на мисията 2 | Джон Оливас втори космически полет |
| Специалист на мисията 3 | Хосе Ернандес първи космически полет                                                                                                   |
| Специалист на мисията 4 | Арне Фулесанг (ESA) втори космически полет                                                                                             |
| Бординженер на МКС      | при старта: Никол Стот – (Експедиция 20) първи космически полет при приземяването: Тимъти Копра (Експедиция 20) първи космически полет |

## Полетът
Основната цел на мисията е доставка на научно оборудване с помощта на Многофункционалния товарен модул (МТМ) „Леонардо“. Доставени са повече от 700 кг полезен товар за жезненото обезпечаване на екипажа на МКС, около 2800 кг резервни части и оборудване и около 2700 кг консумативи.
Първоначално стартът на мисията е насрочен за 18 август, но е отложен няколко пъти по различни причини и е успешно осъществен на 29 август. На 31 август тя успешно се скачва с МКС. На следващия ден е „изваден“ от товарния отсек на совалката МТМ „Леонардо“ с помощта на дистанционния манипулатор и скачен със скачващия възел на модула Хармъни. На 1 септември астронавтите Джон Оливас и Никол Стот провеждат първото излизане в открития космос, по време на което подготвят за подмяна един от амонячните резервоари на климатичната система на станцията, разположен на ферма Р1. Освен това са свалени и прибрани два контейнера образци, експонирани през 2007 г. от външната страна на модула Кълъмбъс. Следващият ден протича в разтоварване на доставеното оборудване и материали с помощта на „Леонардо“, както и товарене на ненужни и отработени материали за Земята. На 3 септември е второто излизане в открития космос, по време на което става замяната на резервоарите. Теглото на новия е около 820 кг, което представлява най-тежкият предмет дотогава, местен от астронавти по време на излизане в открития космос. Участници са Джон Оливас и Арне Фулесанг. Фулесанг е първият неамериканец и неруснак, участвал в четири и повече „космически разходки“. Третото излизане се осъществява със същите астронавти. По време на излизането се доразкрива външната складова платформа, неуспешно разкрита по време на мисия STS-127 през юли 2007 г., подменят излязъл от строя датчик за контрол на скоростта, подменят модул за управление на енергоснябдяването на станцията, монтират две GPS-антени и прокарват няколко силови кабела от Фермовата конструкция на МКС до модула Транквилити. На следващия ден е завършено и натоварването на модула „Леонардо“ с материали за Земята с маса около 1 тон. На 7 септември модулът „Леонардо“ е откачен и прибран в товарния отсек на совалката с помощта на манипулатора на станцията. Освен модула в отсека се намират и около 900 кг оборудване, свалено от външната повърхност на станцията по време на излизанията на астронавтите. В кабината на совалката се намират още около 390 кг товари за Земята. На дванадесетия ден от полета совалката и станцията се разделят и се прави заключителна инспекция на топлозащитното покритие на совалката. На 9 септември започва подготовката за приземяването – опаковане и подреждане на полезния товар, проверка на всички системи на совалката. Следващият ден протича изцяло в готовност за приземяване, но поради лошото време над щата Флорида то е отложено няколко пъти. В крайна сметка е взето решение совалката да се приземи в Базата „Едуардс“.
На 12 септември совалката каца успешно след почти двуседмичната си мисия в космоса в Базата „Едуардс“, щат Калифорния.
Това всъщност е последното приземяване на совалка в базата „Едуардс“. Всички останали 7 мисии до края на програмата приключват в Космическия център „Кенеди“.
По препоръка на комисията, разследваща катастрофата на совалката „Колумбия“ в случай на повреда на совалката Дискавъри и невъзможност за безопасно завръщане на екипажа на Земята се предвиждало той да остане на борда на МКС и да дочака спасителен полет STS-329 на совалката Атлантис.

## Параметри на мисията
- Маса на цялата система: 2 051 531 кг
- Маса на совалката:
  - при старта: 121 422 кг
  - при приземяването: 102 449 кг
- Маса на полезния товар: 16 973 кг
- Перигей: ? км
- Апогей: ? км
- Инклинация: 51,6°
- Орбитален период: 91.6 мин

Скачване с „МКС“
- Скачване: 31 август 2009, 00:54 UTC
- Разделяне: 8 септември 2009, 19:26 UTC
- Време в скачено състояние: 8 денонощия, 18 часа, 32 минути.

### Космически разходки
| № | Участници                   | Начало                     | Край                       | Продължителност  |
| - | --------------------------- | -------------------------- | -------------------------- | ---------------- |
| 1 | Джон Оливас и Никол Стот    | 1 септември 2009 21:49 UTC | 2 септември 2009 04:24 UTC | 6 часа 35 минути |
| 2 | Джон Оливас и Арне Фулесанг | 3 септември 2009 22:13 UTC | 4 септември 2009 04:51 UTC | 6 часа 39 минути |
| 3 | Джон Оливас и Арне Фулесанг | 5 септември 2009 20:39 UTC | 6 септември 2009 03:40 UTC | 7 часа 01 минути |

Това са съответно 131-, 132- и 133-то излизане, свързано с МКС, 3-, 4- и 5-то за Джон Оливас, 1-во за Никол Стот и 4- и 5-то за Арне Фулесанг.

## Галерия
- Совалката „Дискавъри“ в посока към стартовата площадка.
- Светлините на стартовата площадка.
- Стартът.
- Стартът (видеофайл).
- Совалката малко преди скачването с МКС.
- Снимка на совалката от борда на станцията.
- Никол Стот по време на първата си космическа разходка.
- Джон Оливас и Никол Стот работят по време на първото си излизане в открития космос.
- Арне Фулесанг подменя резервоарите по време на втората космическа разходка.
- А. Фулесанг – трето излизане.
- Снимка на екипажа на совалката в орбита.
- Краят на мисия STS-128.
- На път към КЦ „Кенеди“ в Калифорния.
- И отново.